# Peter Gabriel (album de 1982)
Pour la liste des trois autres albums homonymes de Peter Gabriel, voir Peter Gabriel (homonymie) 
Albums de Peter Gabriel
Peter Gabriel
(1980) Plays Live
(1983)
Singles
1. I Have the Touch
Sortie : 8 septembre 1982
2. Shock the Monkey
Sortie : 14 septembre 1982
3. Wallflower[6]
Sortie : 1982

Peter Gabriel est le quatrième album solo de Peter Gabriel. Il est sorti en septembre 1982 sur le label Charisma Records pour l'Europe et Geffen Records pour l'Amérique du Nord. Cet album, produit par Peter Gabriel et David Lord, est le quatrième du musicien britannique et, à l'instar des trois premiers, ne possède aucun titre. Il est communément appelé Peter Gabriel 4 ou Security.

## Historique
Le titre Security (« Sécurité ») fait référence au titre que portait originellement l'album pour le marché américain. Geffen records, nouveau label de Peter Gabriel pour les États-Unis à la suite de son départ d'Atlantic Records, avait en effet demandé que ses albums portent un titre. Gabriel a indiqué avoir alors choisi Security au hasard. Ce nom n'était mentionné que sur l'enveloppe plastique de l'album, et disparaissait donc une fois déballé le disque neuf.[réf. souhaitée]
Cet album fut enregistré à Ashcombe House, la résidence de Peter Gabriel à Bath dans le Somerset. L'enregistrement s'effectua avec l'aide du studio Mobile One. Il fut mixé dans les studios de David Lord, les Crescent Studios situés également à Bath.
Sur cet album, se trouve Shock the Monkey, sorti aussi en single et premier placement dans le top 30 du Billboard Hot 100 pour un single de Peter Gabriel.
Il se classa à la 6e place des charts anglais et à la 28e du Billboard 200 américain. En France, il se classa à la 5e place. Il sera certifié disque d'or aux États-Unis et en Grande-Bretagne et disque de platine au Canada.
En juillet 2015, Peter Gabriel annonce une réédition de l'album en vinyle limitée à 10 000 exemplaires,.

## Liste des chansons
Tous les titres sont signés par Peter Gabriel.
Face 1
| No | Titre                          | Durée |
| -- | ------------------------------ | ----- |
| 1. | The Rhythm of the Heat         | 5:15  |
| 2. | San Jacinto                    | 6:22  |
| 3. | I Have the Touch (en)          | 4:33  |
| 4. | The Family and the Fishing Net | 7:02  |

Face 2
| No | Titre                | Durée |
| -- | -------------------- | ----- |
| 5. | Shock the Monkey     | 5:31  |
| 6. | Lay Your Hands on Me | 6:03  |
| 7. | Wallflower           | 6:29  |
| 8. | Kiss of Life         | 4:17  |

## Musiciens
- Peter Gabriel : chant, claviers, synthétiseurs, percussions, surdo, programmation, batterie additionnelle sur (2)
- Jill Gabriel : Chœurs sur 2.
- Peter Hammill – Chœurs sur (4-6)
- David Rhodes : guitares (2–8)
- John Ellis : chœurs sur 1, 3 & 8, guitare sur 2 & 4.
- Larry Fast : synthétiseurs (1–5, 7, 8), percussions électronique (8).
- Stephen Paine : programmation du Fairlight CMI (4).
- David Lord : synthétiseurs (6 & 7), piano (7 & 8).
- Tony Levin : basse (1, 6–8), Chapman stick (2–5).
- Jerry Marotta : batterie sauf sur 3, percussions (6).
- Simon Phillips : batterie sur 3.
- Ekome Dance Company : tambours ghanaiens sur 1.
- Chris Hugues : programmation Linn LM-1 sur 5.
- Roberto Laneri : saxophone traité (4).
- Morris Pert : timbales (6), percussions (8).

## Deutsches Album
Albums de Peter Gabriel
Ein deutsches Album
(1980)
Comme l'album précédent, Gabriel produit Deutsches Album, une version traduite en langue allemande de cet album.

### Liste des chansons
1. Der Rhythmus der Hitze – 5:36
2. Das Fischernetz – 6:45
3. Kon Takt! – 4:31
4. San Jacinto – 6:13
5. Schock den Affen – 5:43
6. Handauflegen – 6:02
7. Nicht die Erde hat dich verschluckt – 5:59
8. Mundzumundbeatmung – 4:54

## Classements et certifications
| Pays             | Durée du classement | Meilleur classement |
| ---------------- | ------------------- | ------------------- |
| Allemagne        | 1 semaine           | 84e                 |
| Canada           | 26 semaines         | 2e                  |
| États-Unis       | 31 semaines         | 28e                 |
| France           | 26 semaines         | 5e                  |
| Italie           | -                   | 10e                 |
| Norvège          | 2 semaines          | 15e                 |
| Nouvelle-Zélande | 5 semaines          | 18e                 |
| Pays-Bas         | 4 semaines          | 14e                 |
| Royaume-Uni      | 16 semaines         | 6e                  |

| Pays              | Certification | Ventes certifiées | Date       |
| ----------------- | ------------- | ----------------- | ---------- |
| Canada (CRIA)     | Platine       | 100 000 +         | 01/02/1983 |
| États-Unis (RIAA) | Or            | 500 000 +         | 14/05/1987 |
| Royaume-Uni (BPI) | Or            | 100 000 +         | 30/11/1982 |

### Classements singles
| Date | Single           | Chart                  | durée du classement | Position |
| ---- | ---------------- | ---------------------- | ------------------- | -------- |
| 1982 | Shock the Monkey | RPM Top Singles        | 11 semaines         | 10e      |
| 1982 | Shock the Monkey | Top 100                | 13 semaines         | 36e      |
| 1982 | Shock the Monkey | Mainstream Rock Tracks | 12 semaines         | 1er      |
| 1982 | Shock the Monkey | UK Singles Chart       | 5 semaines          | 58e      |
| 1983 | Shock the Monkey | Hot 100                | 18 semaines         | 29e      |
| 1982 | I Have the Touch | Mainstream Rock Tracks | 4 semaines          | 46e      |
| 1982 | Kiss of Life     | Mainstream Rock Tracks | 1 semaine           | 34e      |